# 韩福才 (1930年)
韩福才（1929年或1930年—），男，青海化隆人，中华人民共和国政治人物，曾任青海省人民政府副省长，青海省人大常委会副主任，第五届全国人大代表。